# 方德斯海崖
方德斯海崖是南極洲的海崖，位於埃爾斯沃思地，處於方德斯峰以西，是埃爾斯沃思山脈中赫里蒂奇嶺的一部分，該海崖在1963至1964年由明尼蘇達大學命名。
79°15′S 86°15′W / 79.250°S 86.250°W